# Superliga Brasileira de Voleibol Feminino de 2004–05
A Superliga Feminina de Vôlei 2004/2005 foi um torneio realizado a partir de 28 de Novembro de 2004 até 2 de Abril de 2005 por nove equipes representando quatro estados.

## Participantes
Brasil Telecom, Brasília/DF

 Campos, Campos/RJ

 Macaé Sports, Macaé/RJ

 Minas, Belo Horizonte/MG

 Osasco, Osasco/SP

 Pinheiros, São Paulo/SP

 Rio de Janeiro, Rio de Janeiro/RJ

 São Caetano, São Caetano do Sul/SP

 Sesi Esportes, Uberlândia/MG

## Regulamento
- Fase Classificatória:A primeira fase da Superliga foi realizada com a participação de nove equipes. A competição foi dividida em duas fases. Na primeira, as equipes jogaram entre si, em turno e returno, realizando 16 partidas cada uma.

- Playoffs:As oito melhores colocadas avançaram às quartas-de-final, obedecendo ao seguinte cruzamento: 1º x 8º, 2º x 7º, 3º x 6º e 4º x 5º, em playoffs melhor de três jogos.

As quatro equipes vencedoras avançaram às semifinais (melhor de cinco jogos), respeitando o seguinte critério: o vencedor do jogo entre o 1º e o 8º enfrentará o do jogo entre o 4º e o 5º, e o ganhador da partida entre o 2º e o 7º terá pela frente o do confronto entre o 3º e o 6º. Os dois times vencedores disputaram o título na final, também em uma série melhor de cinco jogos.

## Prêmios individuais
As atletas que se destacaram individualmente foram:
| Melhor Jogadora    | Não houve             | Não houve     |
| Melhor Ataque      | Renata Colombo        | Finasa/Osasco |
| Melhor Bloqueio    | Valeska Menezes       | Finasa/Osasco |
| Melhor Saque       | Marianne Steinbrecher | Finasa/Osasco |
| Melhor Levantadora | Fernanda Venturini    | Rexona/Ades   |
| Melhor Recepção    | Verê                  | MRV/Minas     |
| Melhor Defesa      | Leila Barros          | Rexona/Ades   |

## Campeão
| Superliga Brasileira Feminina 2004-05 |
| ------------------------------------- |
| Osasco 3º Título                      |